# Gary Carter
Gary Edmund Carter, soprannominato Kid (Culver City, 8 aprile 1954 – Palm Beach Gardens, 16 febbraio 2012), è stato un giocatore di baseball statunitense di ruolo ricevitore nella Major League Baseball (MLB). È stato introdotto nella National Baseball Hall of Fame nel 2003.

## Carriera
Carter in carriera fu convocato per undici All-Star Game e vinse le World Series del 1986 con i New York Mets. Divenne noto per le sue abilità di battitore e per la sua eccellente difesa del piatto. Fu uno dei maggior contributori del titolo del 1986 dei Mets, in particolare per un singolo al 12º inning contro gli Houston Astros che vinse gara 5 delle National League Championship Series e un singolo al decimo inning contro i Boston Red Sox che diede il via alla rimonta in gara 6 delle World Series. È uno dei soli quattro giocatori ed essere stato nominato capitano dei Mets e il suo numero è stato ritirato dai Montreal Expos ed è stato il primo membro della Hall of Fame ed essere raffigurato con la divisa della squadra canadese.

## Palmarès

### Club
- World Series: 1

New York Mets: 1986

### Individuale
- MLB All-Star: 11

1975, 1979–1988
- MVP dell'All-Star Game: 2

1981, 1984
- Guanti d'oro: 3

1980–1982
- Silver Slugger Award: 5

1981, 1982, 1984–1986
- Leader della National League in punti battuti a casa: 1

1984
- Numero 8 ritirato dai Montreal Expos
- New York Mets Hall of Fame